# کاراسای
کاراسای (به ایتالیایی: Carassai) یک کومونه در ایتالیا است که در استان اسکولی پیچنو واقع شده‌است.

## خصوصیات
کاراسای ۲۲٫۳ کیلومترمربع مساحت و ۱٬۲۶۳ نفر جمعیت دارد و ۳۶۵ متر بالاتر از سطح دریا واقع شده‌است.